# Cristal
Cristal (hiszp. Cristal) – wenezuelska telenowela wyemitowana w latach 1985-1986.

## Fabuła
Piękna Cristal zostaje uwiedziona przez przystojnego Louisa Alfredo. Jednak Louis pod wpływem nacisków rodziny żeni się z inną, nie wiedząc, że jego ukochana jest z nim w ciąży. Wkrótce Louis zaczyna żałować swojego postępku.

## Obsada
- Jeannette Rodríguez jako Cristina Expósito - Cristal
- Carlos Mata jako Luis Alfredo Ascanio
- Gigi Zanchetta jako Eliana Ascanio
- Lino Ferrer jako Piero
- Gabriel El Chamo jako Gabo
- Humberto Tancredi jako Beltrán
- Dante Carle jako Erasmo
- América Barrio jako Lucrecia
- Elisa Parejo jako Dona Chona
- Juan Frankis jako Fonseca
- Carlos Villamizar jako Marcos
- Lupita Ferrer jako Victoria Ascanio
- Raúl Amundaray jako Alejandro Ascanio
- Mariela Alcalá jako Inocencia
- Lourdes Valera jako Zoraida

## Wersja polska
W Polsce telenowela była emitowana w 1995 roku w Telewizji Regionalnej. Opracowaniem wersji polskiej i udźwiękowieniem zajęła się Telewizja Polska SA oddział w Szczecinie. Tłumaczeniem zajął się Cezary Długosz, a opracowaniem tekstu Jerzy Koralewski. Lektorem serialu był Janusz Wachowicz.

## Adaptacje
Po telenoweli Cristal powstały później inne wersje oparte na historii oryginalnej napisanej przez Delię Fiallo: 
- Cristina – meksykańska telenowela z lat 1998-1999.
- Cristal – brazylijska telenowela z 2006 roku.
- Triumf miłości – meksykańska telenowela z lat 2010-2011.